# 펠라스고이족
펠라스고이족(고대 그리스어: Πελασγοί 펠라스고이[*])는 그리스인의 선조들이나, 그리스인이 등장하기 이전의 그리스 전역의 거주민들을 가리키기 위해 고전 그리스 작가가 사용한 어휘이다. 일반적으로 "펠라스고이족"이라는 용어는 에게해 지역의 모든 토착 거주민과 그들의 문화를 포괄하는 의미로 확대되었다. 영국의 역사학자 피터 그린은 이를 "고대 그리스 세계에서 원시적이며 토착적인 것으로 간주되는 모든 민족을 아우르는 용어"라고 정의내린 바 있다.
고전 시대에도 이 명칭을 사용하는 집단이 그리스 본토, 크레타섬, 그리고 에게해의 여러 지역에서 살아남아 있었다. "펠라스고이족"으로 확인된 집단들은 당시 그리스인들이 "야만인"의 언어로 분류한 언어를 사용하였다고 전해지나, 그들을 그리스인으로 묘사한 고대 문헌 역시 여럿 있다. 또한, 한 전승에 따르면 그리스의 상당 부분이 과거에는 펠라스고이족의 땅이었으나 이후 헬레니즘화되었다고 한다. 이러한 지역들은 주로 헤로도토스가 《역사》를 집필하던 기원전 5세기 당시 이오니아인과 아이올리스인이 거주하던 지역과 상당 부분 겹친다.

## 어원
"펠라스고이족"이라는 명칭은 다른 많은 요소들과 마찬가지로 그 기원과 어원이 극히 불확실하다. 미하일 사켈라리우(Michael Sakellariou)는 지난 200년 동안 언어학자와 문헌학자들이 제시한 15가지 이상의 어원설을 정리하였으나, 그중 대부분이 "공상적"이라고 평가하였다.
고대의 한 어원설은 단순한 음성적 유사성을 기반으로 "펠라스고이"를 '황새'를 뜻하는 그리스어 "펠라고스(πελαργός)"와 연관 짓는다. 이는 펠라스고이족들이 아르카디아에서 이동해 온 존재이며, 마치 철새처럼 이동하는 민족이라는 가설에 기초한다. 아리스토파네스는 희극 《새》에서 이 어원설을 풍자하였으며, 극 중 가상의 도시 "뻐꾸기 구름 나라(Νεφελοκοκκυγία)"의 "황새 법률"에서는 성인이 된 황새들이 다른 곳으로 이동하여 전쟁을 수행함으로써 부모를 부양해야 한다고 규정하고 있다. 이는 아테네인들이 자신들의 조상이 펠라스고이족이라는 믿음을 가지고 있었음을 암시한다.
19세기 학자 길버트 머레이(Gilbert Murray)는 "펠라스고이"를 그리스어 "πέλας(pélas, '가까운')"과 연결하여 "이웃"이라는 의미를 지닌다고 보았다. 이는 펠라스고이족이 초기 그리스인들에게 가장 가까운 외부 민족이었다는 설명과 일치한다.
언어학자 율리우스 포코르니(Julius Pokorny)는 "펠라스고이"를 인도유럽어 기원으로 분석하며, "pelag-skoi"에서 유래한 것으로 보았다. 그는 이를 "평원 거주자들", 특히 "테살리아 평원의 거주자들"을 뜻한다고 설명하였다. 이는 19세기 영국 총리를 지낸 윌리엄 글래드스턴의 저서 《호메로스와 호메로스 시대 연구》(Studies on Homer and the Homeric Age)에도 등장하는 해석으로, 만약 펠라스고이족이 인도유럽어족이 아니라면, 이 명칭은 헬레네스(고대 그리스인들)에 의해 부여된 것이었을 가능성이 크다.
어니스트 클라인은 고대 그리스어에서 '바다'를 뜻하는 "pelagos(πέλαγος)"와 도리아 방언에서 '평평한'을 뜻하는 "plagos(πλάγος)"가 동일한 어원을 공유하며, 이들이 모두 *plāk-*에서 유래했다고 보았다. 이에 따라 "pelag-skoi"는 '바다 사람들'을 의미하며, 이는 평평한 바다를 항해하는 해양 민족을 가리킬 수 있다고 주장하였다. 이 해석은 이집트 기록에서 등장하는 "바다 민족"과 연관될 가능성도 있다.

## 사료에서의 묘사

고대 문헌에서 펠라스고이(Pelasgoi)족의 강역으로 언급된 위치

펠라스고이족에 대한 문헌 분석은 고전 그리스 시대부터 시작되었으며, 당시 작가들은 이전 문헌을 연구하면서 논의를 발전시켰다. 그러나 이 방법을 통해 명확한 결론이 도출되지는 않았으며, 오히려 문제의 정의를 더 구체화하는 역할을 하였다. 이러한 연구 방법은 빅토리아 시대에 절정에 달했는데, 이 시기에는 체계적인 비교 방법이 언어학에 적용되기 시작하였다. 당시의 대표적인 연구자로는 고전학을 전공한 윌리엄 유어트 글래드스턴이 있다. 그러나 새로운 고대 문헌이 발견되지 않는 한, 펠라스고이족에 대한 연구는 더 이상 발전할 수 없으며, 따라서 고고학과 관련 과학 분야가 이 주제에 대한 가장 유망한 연구 방법으로 남아 있다.
고대 문헌에서 "펠라스고이족"이라는 용어의 정의는 유동적이었다. 고대 작가들은 펠라스고이족을 그리스인, 반(半)그리스인, 비(非)그리스인, 그리고 선(先)그리스인으로 각각 다르게 묘사하였다. 그러나 펠라스고이족이 스스로를 어떻게 인식했는지에 대한 기록(내재적 관점)은 남아 있지 않다.

### 시인들의 기록

#### 호메로스

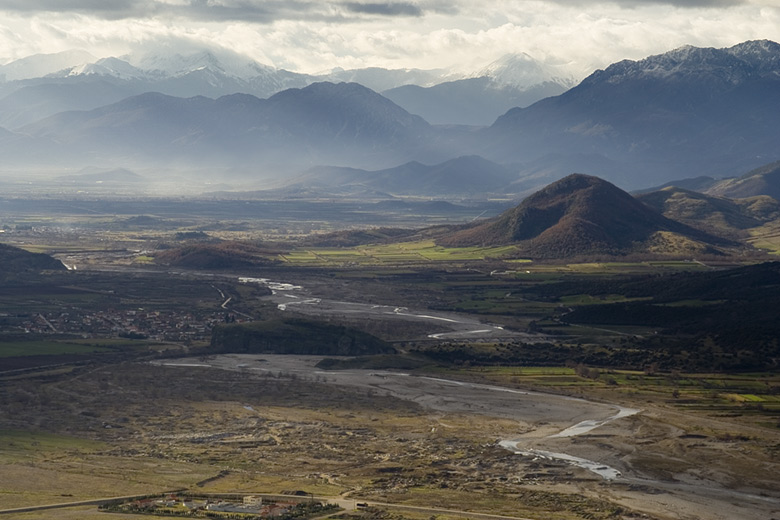
펠라스고이족의 땅이었던 테살리아 평원. 뒤에 나타난 것은 핀두스 산맥과 페네우스 강이다.

고전 그리스 시인 호메로스는 『일리아스』에서 트로이 전쟁 양측에 펠라스고이족이 참여했다고 기록하였다. 일리아스의 둘째 권인 "트로이 세력 목록"에서 펠라스고이족은 헬레스폰토스 연안 도시들과 동남부 유럽의 트라키아인들 사이에 위치한 집단으로 언급된다. 호메로스는 그들의 도시나 지역을 "라리사"라고 부르며, 이곳이 비옥한 땅이며 주민들은 창술(槍術)로 유명하다고 설명한다. 그는 이곳의 지도자로 테우타미데스의 아들인 레투스의 아들 히포토오스와 필라이오스를 기록하였다.
또한 『일리아스』는 그리스군 진영을 언급할 때 "펠라스고이의 아르고스"라는 표현을 사용하는데, 이는 테살리아 평원을 가리키는 것으로 보인다. 더불어, 도도나에 거주하며 지배하는 "펠라스고이의 제우스"에 대해서도 언급한다.

이와 더불어, 『일리아스』에서는 펠라스고이족이 해변에 진을 친 다른 부족들과 함께 묘사된다.
해변 가까이에는 카리아인, 만곡 활을 가진 파이오니아인, 렐레게스족, 카우코네스족, 그리고 훌륭한 펠라스고이족이 자리하고 있었다.
한편, 『오디세이아』에서 펠라스고이족은 크레타 섬의 거주민으로 등장한다. 오디세우스는 자신을 크레타인으로 가장하면서, 크레타의 90개 도시 가운데 펠라스고이족이 존재한다고 언급하며, "서로 다른 언어가 나란히 섞여 있는 곳"이라고 묘사한다. 호메로스는 펠라스고이족을 크레타의 다른 민족과 구별하면서, "순수한 크레타인", "아카이아인", "키돈족"(현재의 하니아 지역), "도리아인", 그리고 "고귀한 펠라스고이족"으로 분류하였다.

#### 헤시오도스
헤시오도스는 스트라본이 인용한 한 단편에서 도도나를 "펠라스고이족의 거처"라고 부르며, 『일리아스』에서 제우스를 "도도나의 제우스"가 아니라 "펠라스고이의 제우스"라고 표현한 이유를 설명한다. 또한 그는 펠라스고이족의 시조인 펠라스고스가 아르카디아의 왕 리카온의 아버지였다고 언급한다.

#### 사모스의 아시오스
사모스의 시인 아시오스는 펠라스고스를 대지에서 태어난 최초의 인간으로 묘사한다. 이 이야기는 고전 시대까지 지속된 아르카디아의 자생적 정체성 형성 과정에서 중요한 역할을 하였다. 파우사니아스가 인용한 한 단편에서, 아시오스는 그리스 민족의 기원적 영웅을 다음과 같이 표현하였다.
검은 대지가 탄생시킨 신과 같은 펠라스고스.

#### 아이스킬로스
비극 작가 아이스킬로스는 펠라스고이족과 관련된 지역들을 광범위하게 포함하는 전통적인 아르카익 시대의 개념을 따른다. 그는 『탄원하는 여인들』에서 펠라스고스 왕이 다스리는 아르고스-펠라스고이 왕국을 묘사하면서, 테살리아(호메로스의 '펠라스고이의 아르고스' 지역), 도도나(호메로스가 '펠라스고이의 제우스'가 다스린다고 한 지역), 아르카디아(펠라스고스의 아들 리카온이 다스린 지역)를 포함한다. 이는 펠라스고이족이 고대 그리스인의 조상이며, 그들의 정착지가 그리스 중앙과 펠로폰네소스 전역에 걸쳐 있었다는 개념을 확립하는 데 기여하였다.
『탄원하는 여인들』에서, 이집트에서 도망친 다나오스의 딸들(다나이데스)이 아르고스의 펠라스고스 왕에게 망명을 요청한다. 펠라스고스는 자신의 왕국이 북쪽의 페르하이비아와 테살리아 도도나, 서쪽의 핀도스 산맥, 동쪽의 해안 지역까지 포함한다고 말한다. 즉, 그의 영토는 고전 시대의 '펠라스고이티스'보다 더 넓은 지역을 포함하는 것으로 보인다. 남쪽 반경은 명시되지는 않지만, 아피스의 입을 빌려 나우팍토스(현대의 나프파크토스)를 건너와야 했다 언급되어있어 거기까지를 펠라스고이의 영역으로 간주했다고 해석한다.
다나이데스는 이곳을 "아피아의 언덕들"이라고 부르며, "카르바나 아우단"이라는 언어를 이해한다고 말한다. 이는 일반적으로 "야만인의 언어"를 의미하는 것으로 해석되지만, "카르바"는 비(非)그리스어에서 유래한 지명일 가능성이 있다. 그들은 자신들이 "어두운 피부를 가진 종족"이지만, 고대 아르고스의 후손이라고 주장한다. 펠라스고스 왕은 한때 이 땅이 "아피아"라고 불렸음을 인정하면서도, 그들을 리비아와 이집트의 여성들과 비교하며, 어떻게 아르고스 출신이라고 주장할 수 있는지 묻는다. 이에 다나이데스는 자신들이 이오의 후손이라고 답한다.
스트라본에 따르면, 아이스킬로스의 『탄원하는 여인들』은 펠라스고이족의 원래 고향을 미케네 주변 지역으로 정의하고 있다.

#### 소포클레스와 에우리피데스
소포클레스와 에우리피데스는 펠라스고이족이 그리스 기원을 가진 민족임을 인정하면서, 그들이 다나오스의 후손들과 밀접한 관계를 맺고 있음을 강조한다. 이러한 관계는 아이스킬로스의 『탄원하는 여인들』에서 처음 소개되고 깊이 탐구된 바와 같다.
소포클레스는 유실된 희곡 『이나코스』의 단편에서, 이나코스를 아르고스와 헤라 언덕의 원로로 묘사하며, "티르세노이 펠라스고이"라는 독특한 합성 명사를 사용하였다. 이는 "티르세노이인-펠라스고이인"이라는 의미를 가지며, 학자들은 이를 다양한 방식으로 해석한다. 여기서 "티르세노이"는 에트루리아인(= 티레니아인, Tyrrhenoi)이라는 민족명을 가리킬 가능성이 크다.[37]
에우리피데스는 『오레스테스』와 『페니키아의 여인들』에서 아르고스 주민을 가리킬 때 "펠라스고이"라는 용어를 사용하였다. 또한 유실된 희곡 『아르켈라오스』에서는 다나오스가 이나코스의 도시(아르고스)에 정착한 후, 법을 제정하여 펠라스고이족을 "다나이인"(Danaans)으로 부르게 하였다고 서술한다.

#### 오비디우스
로마 시인 오비디우스는 『변신 이야기』에서 트로이 전쟁에 참전한 그리스인들을 "펠라스고이족"이라고 묘사한다.
비통한 아버지 프리아모스는 아들 아이사코스가 이미 어깨에 날개를 달고 살아있다는 사실을 알지 못한 채 그를 애도했다. 그때 헥토르와 그의 형제들은 이름이 새겨진 무덤 앞에서 헛된 희생 제물을 바쳤다. 그러나 파리스는 부재 중이었다. 얼마 지나지 않아 그는 그 땅으로 납치한 아내 헬레네를 데려왔고, 이로 인해 재앙과 같은 전쟁이 발발했다. 천 척의 배와 위대한 펠라스고이 민족 전체가 함께였다.

 [...]
여기서, 조국의 전통에 따라 제우스에게 희생 제물을 바치고, 고대 제단이 불길로 타오르자, 그리스인들은 한 마리의 푸른색 뱀이 제단 근처의 플라타너스를 기어오르는 것을 보았다. 나무의 가장 높은 가지에는 둥지가 있었고, 여덟 마리의 새가 있었는데, 뱀이 어미 새가 날개짓하며 저항하는 가운데 그것들을 모조리 삼켜버렸다.
이 광경을 본 모든 이들은 경악하였다. 그러나 칼카스(Calchas)는 진실을 간파하고 외쳤다.
"기뻐하라, 펠라스고이인들이여! 우리는 승리할 것이다. 트로이는 함락될 것이다. 하지만 전쟁은 오래 지속될 것이니, 여덟 마리의 새가 의미하는 것은 아홉 해 동안의 긴 전투이다."

그리고 그가 예언하는 동안, 나무에 휘감긴 뱀은 돌로 변하여 구불구불한 형체를 남겼다.